# Jewgeni Makarowitsch Babitsch
Jewgeni Makarowitsch Babitsch (russisch Евгений Макарович Бабич; * 7. Januar 1921 in Moskau, Russische SFSR; † 11. Juni 1972 ebenda) war ein sowjetischer Eishockeyspieler und -trainer, Fußballspieler und Olympiasieger.

## Karriere
Babitsch begann seine Karriere als Fußball- und Bandyspieler. In der Saison 1945/46 gewann er mit ZSKA Moskau den Bandy-Pokal der UdSSR. Außerdem wurde er 1946 und 1947 Sowjetischer Fußballmeister sowie 1949 Vizemeister mit der Fußballmannschaft von ZSKA Moskau. Für ZSKA absolvierte er insgesamt neun Fußballpartien, in denen er ein Tor erzielte. 1950 kam er zudem bei WWS MWO Moskau als Fußballer zum Einsatz und lief in weiteren vier Spielen auf.
Parallel dazu begann er im Winter Eishockey für den Armeeklub zu spielen und gewann mit diesem zwischen 1948 und 1950 drei Meisterschaften in Folge. 1950 wurde er zu WWS MWO Moskau delegiert. Mit diesem Team gewann er drei weitere Meisterschaften bis 1953, bevor er zu ZSKA zurückkehrte und 1955 und 1956 erneut die Meisterschaft gewann. Insgesamt erzielte er 144 Tore in 130 Spielen in der sowjetischen Liga. Von 1947 bis 1955 wurde er jedes Jahr mit dem Goldenen Helm, einer Art All-Star-Ehrung, ausgezeichnet.

### International
Zum Ende seiner Karriere wurde er in das Team der sowjetischen Eishockeynationalmannschaft berufen. Am 29. Januar 1954 stand er in einem Spiel gegen Finnland zum ersten Mal für die Sbornaja auf dem Eis. Seine internationale Karriere wurde mit der Goldmedaille bei den Olympischen Winterspielen 1956 gekrönt. Für die Nationalmannschaft erzielte er 19 Tore in 60 Länderspielen. Bei den Eishockey-Weltmeisterschaften wurde er drei Mal mit seiner Mannschaft Weltmeister (1954, 1956 bis 1957). 1953 wurde er als Verdienter Meister des Sports der UdSSR ausgezeichnet. Am 4. März 1957 bestritt er sein letztes Länderspiel.

### Als Trainer
Nach seinem Karriereende 1957 machte er zunächst einen Abschluss am Militärinstitut für Körperkultur und Sport und arbeitete in der Folge er als Eishockeytrainer. Seine ersten Erfahrungen als Trainer machte er während der Saison 1952/53, als er WWS MWO Moskau als Spielertrainer aufs Eis führte.
In der Saison 1961/62 war er Cheftrainer von ZSKA Moskau, 1962/63 bei SKA Leningrad sowie zwischen 1964 und 1968 beim ASK Vorwärts Crimmitschau aus der DDR. In der Spielzeit 1969/70 betreute er Kautschuk Omsk als Cheftrainer. Obwohl Babitsch in seiner Arbeit erfolgreich war, litt er unter Depressionen und erwähnte oft Selbstmord-Gedanken in Gegenwart seiner Freunde. 1972 erhängte er sich im Badezimmer seiner Wohnung in Moskau.

## Erfolge und Auszeichnungen

### National
Sowjetischer Meister
- 1948, 1949, 1950, 1955 und 1956 mit ZSKA Moskau
- 1951, 1952 und 1953 mit WWS MWO Moskau

Sowjetischer Pokalsieger
- 1952 mit WWS MWO Moskau
- 1954, 1955 und 1956 mit ZSKA Moskau

Auszeichnungen
- Goldener Helm 1947 bis 1955
- Verdienter Meister des Sports der UdSSR 1953

### International
- 1954 Goldmedaille bei der Weltmeisterschaft
- 1955 Silbermedaille bei der Weltmeisterschaft
- 1956 Goldmedaille bei der Weltmeisterschaft
- 1956 Goldmedaille bei den Olympischen Winterspielen
- 1957 Silbermedaille bei der Weltmeisterschaft